# Dead Space (komiks)
Dead Space – seria komiksów wydanych w marcu 2008 roku, będące prequelem filmu Dead Space: Downfall i gry Dead Space. Stworzona przez Antony'ego Johnstona, który zajmował się również tworzeniem dialogów do gry Dead Space, narysowany przez Bena Templesmitha, a publikowany przez Image Comics. 
Seria komiksów stanowi wprowadzeniem do spectrum serii Dead Space. Z nich dowiadujemy się, czemu USG Ishimura dostała nakaz zabrania Znaku z Aegis VII, jak rozpętał się atak Nekromorfów. Animowana wersja komiksu, wraz z podłożonymi głosami, dostępna jest do pobrania m.in. na Xbox Live, PlayStation Store. Dostępne są również jako materiał bonusowy do gry Dead Space: Extraction. Obecnie wydano 6 komiksów.

## Fabuła
Dwieście lat temu Michael Altman odkrył tajemniczy artefakt - Znak. Jego znalezienie przyczyniło się do powstania nowej religii - Unitologii. Michael Altman po nagłośnieniu odnalezienia znaleziska, zostaje zabity przez rząd, który próbował zatuszować całą sprawę. W obecnych czasach w kolonii górniczej na Aegis VII zostaje odkryty nowy Znak. Od chwili jego odkrycia zaczynają się dziać wokół dziwne rzeczy, jak tajemnicze zniknięcia, czy niewytłumaczalne samobójstwa. 